# Cash Cash
Cash Cash é um grupo americano de música eletrônica de Roseland, Nova Jersey, composto por Jean Paul Makhlouf, Alex Makhlouf e Sam Frisch.
O grupo consiste em três DJs, os irmãos Jean Paul Makhlouf, Alex Makhlouf e Samuel Frisch. Eles produzem, gravam, mixam e masterizam todas as faixas do grupo juntos. Atualmente eles estão assinados com as gravadoras Big Beat e Atlantic Records, subsidiarias do Warner Music Group.

## História
Os membros do Cash Cash cresceram na pequena cidade de Roseland, New Jersey. Todos os membros frequentavam a escola de gramática Lester C. Noecker e a West Essex High School. O grupo começou quando os melhores amigos Jean Paul, Samuel Frisch e o baixista Jeff Sayers (todos de Roseland, NJ) formaram uma banda. Eles originalmente começaram a tocar juntos como The Consequence, em 2003. A banda conquistou sucesso, assim, tocando com bandas como The Rocket Summer, The Format, The Early November e Socratic.
Em 2004, o baterista Michael Diroma entrou na banda, mas deixou o grupo em 2005. Então, em 2006, Alex Makhlouf (irmão do J.P.) e seu amigo, Anthony Villacari, entraram para a banda. Com essa formação, o The Consequence lançou outro EP.
Em 2007 eles assinaram com a Universal Republic e tiveram que mudar o nome por motivos legais. Já existia um rapper que tinha o direito de se chamar The Consequence antes da banda, por isso eles resolveram mudar o nome para Cash Cash. O primeiro EP pela gravadora Universal alcançou a 24.ª posição na tabela da Billboard Heatseekers. O primeiro álbum deles foi lançado em 23 de Dezembro de 2008 no iTunes, e começou a ser vendido nas lojas em 20 de Janeiro de 2009, alcançando a 31.ª posição na tabela Heatseekers. Logo depois, Mike Doerr entrou na banda para completar a formação atual.
Em agosto de 2009, Mike deixou a banda e, até o momento, não foi substituído.
A banda Cash Cash já fez turnê com bandas como Sing it Loud, Metro Station, Cobra Starship, entre outros.
No dia 23/07/2010 a banda Cash Cash se apresentou no programa de televisão Acesso MTV da emissora MTV Brasil, sendo a primeira banda internacional do ano a se apresentar no programa.
A banda também fez uma participação especial no jogo Sonic Colors da série de jogos eletrônicos Sonic The Hedgehog. A banda interpretou as 2 principais músicas do jogo: Reach For The Stars - a música de tema de introdução do jogo - e Speak With Your Heart - a música tema do fim do jogo.
A banda voltou a se apresentar no Brasil, em São Paulo, Rio de Janeiro e Curitiba em novembro de 2011.

## Membros
Atuais
- Jean Paul Makhlouf – voz, guitarra, produção (2002 - presente)
- Alexander Luke Makhlouf – teclado, vocoder, produção, programação (2002 - presente)
- Samuel Warren Frisch – baixo, segunda voz, produção, programação (2002 - presente)

Antigos
- Anthony Villacari – bateria (2007 – 2011)

## Discografia
Cash Cash possui cinco álbuns lançados, três EPs e trinta singles.

### Álbuns
| Take It to the Floor                                                | - Data de Lançamento: 23 de Dezembro de 2008 - Gravadora: Universal Republic - Formato: Download, CD                    | —   | — | 31 | —   |
| Love or Lust                                                        | - Data de lançamento: 19 de Abril de 2011 - Gravadora: Cash Cash, Twilight (Somente no Japão) - Formato: Download, CD   | —   | — | —  | 169 |
| The Beat Goes On                                                    | - Data de Lançamento: 7 de Setembro de 2012 - Gravadora: Cash Cash, Twilight (Somente no Japão) - Formatp: Download, CD | —   | — | —  | 163 |
| Blood, Sweat & 3 Years                                              | - Data de lançamento: 24 de Junho de 2016 - Gravadora: Big Beat, Atlantic - Formato: Download, CD                       | 125 | 3 | 5  | —   |
| Say It Like You Feel It                                             | - Data de lançamento: 14 de Maio de 2021 - Gravadora: Big Beat, Atlantic - Formato: Download, CD                        | —   | — | —  | —   |
| "—" representam albums que não pegaram nenhuma posição nas tabelas. | |     |   |    |     |

### Extended plays (EPs)
| Cash Cash                                                        | - Data de lançamento: 7 de Outubro de 2008 - Gravadora: Universal Republic - Formato: Download, CD    | 24 |
| Overtime                                                         | - Data de lançamento: 29 de Outubro de 2013 - Gravadora: Big Beat, Atlantic - Formato: Download       | —  |
| Lightning                                                        | - Data de lançamento: 24 de Março de 2014 - Gravadora: Big Beat, Atlantic - Formato: Digital download | —  |
| "—" representam EPs que não pegaram nenhuma posição nas tabelas. | |    |

### Singles

#### Como artista principal
| Título                                                                 | Ano  | Posição máxima nas tabelas | Posição máxima nas tabelas | Posição máxima nas tabelas | Posição máxima nas tabelas | Posição máxima nas tabelas | Posição máxima nas tabelas | Posição máxima nas tabelas | Posição máxima nas tabelas | Posição máxima nas tabelas | Posição máxima nas tabelas | Certificações                                           | Álbum                               |
| Título                                                                 | Ano  | US                         | AUS                        | BEL Tip.                   | CZR                        | IRE                        | NLD                        | SCO                        | SK                         | US Dance                   | UK                         | Certificações                                           | Álbum                               |
| ---------------------------------------------------------------------- | ---- | -------------------------- | -------------------------- | -------------------------- | -------------------------- | -------------------------- | -------------------------- | -------------------------- | -------------------------- | -------------------------- | -------------------------- | ------------------------------------------------------- | ----------------------------------- |
| "Party in Your Bedroom"                                                | 2009 | —                          | —                          | —                          | —                          | —                          | —                          | —                          | —                          | —                          | —                          |                                                         | Take It To The Floor                |
| "Everytime We Touch"                                                   | 2009 | —                          | —                          | —                          | —                          | —                          | —                          | —                          | —                          | —                          | —                          |                                                         | Non-album singles                   |
| "Forever Young"                                                        | 2010 | —                          | —                          | —                          | —                          | —                          | —                          | —                          | —                          | —                          | 34                         |                                                         | Non-album singles                   |
| "Red Cup (I Fly Solo)" (participação de Lacey Schwimmer e Spose)       | 2010 | —                          | —                          | —                          | —                          | —                          | —                          | —                          | —                          | —                          | 29                         |                                                         | Non-album singles                   |
| "Victim of Love"                                                       | 2011 | —                          | —                          | —                          | —                          | —                          | —                          | —                          | —                          | —                          | —                          |                                                         | Love or Lust                        |
| "Sexin' on the Dance Floor" (participação de Jeffree Star)             | 2011 | —                          | —                          | —                          | —                          | —                          | —                          | —                          | —                          | —                          | —                          |                                                         | Love or Lust                        |
| "Michael Jackson"                                                      | 2012 | —                          | —                          | —                          | —                          | —                          | 25                         | —                          | —                          | —                          | —                          |                                                         | The Beat Goes On                    |
| "Overtime"                                                             | 2012 | —                          | —                          | —                          | —                          | —                          | —                          | —                          | —                          | —                          | 39                         |                                                         | Overtime                            |
| "Take Me Home" (participação de Bebe Rexha)                            | 2013 | 57                         | 7                          | 22                         | 56                         | 23                         | —                          | 2                          | 62                         | 5                          | 5                          | - ARIA: Platina - RIAA: Platina - MC: Ouro - BPI: Prata | Overtime and Blood, Sweat & 3 Years |
| "Lightning" (participação de John Rzeznik)                             | 2014 | —                          | —                          | —                          | —                          | —                          | —                          | —                          | —                          | —                          | 39                         |                                                         | Blood, Sweat & 3 Years              |
| "Surrender"                                                            | 2014 | —                          | —                          | —                          | —                          | —                          | —                          | —                          | —                          | —                          | 19                         |                                                         | Blood, Sweat & 3 Years              |
| "Untouchable" (com Tritonal)                                           | 2015 | —                          | —                          | —                          | —                          | —                          | —                          | —                          | —                          | —                          | 19                         |                                                         | Non-album single                    |
| "Devil" (participação de Busta Rhymes, B.o.B e Neon Hitch)             | 2015 | —                          | —                          | —                          | —                          | —                          | —                          | —                          | —                          | 110                        | 28                         |                                                         | Blood, Sweat & 3 Years              |
| "Escarole"                                                             | 2015 | —                          | —                          | —                          | —                          | —                          | —                          | —                          | —                          | —                          | —                          |                                                         | Blood, Sweat & 3 Years              |
| "Aftershock" (participação de Jacquie Lee)                             | 2016 | —                          | —                          | —                          | —                          | —                          | —                          | —                          | —                          | —                          | 34                         |                                                         | Blood, Sweat & 3 Years              |
| "How to Love" (participação de Sofia Reyes)                            | 2016 | —                          | —                          | —                          | —                          | —                          | —                          | —                          | —                          | —                          | 16                         |                                                         | Blood, Sweat & 3 Years              |
| "Millionaire" (com Digital e participação de Nelly)                    | 2016 | —                          | 63                         | 33                         | 96                         | 54                         | 46                         | 20                         | 88                         | 25                         | 22                         | - ARIA: Gold - BPI: Gold                                | Blood, Sweat & 3 Years              |
| "Broken Drum" (participação de Fitz da banda Fitz and the Tantrums)    | 2016 | —                          | —                          | —                          | —                          | —                          | —                          | —                          | —                          | —                          | 44                         |                                                         | Blood, Sweat & 3 Years              |
| "Matches" (com Rozes)                                                  | 2017 | —                          | —                          | —                          | —                          | —                          | —                          | —                          | —                          | —                          | 38                         |                                                         | Say It Like You Feel It             |
| "All My Love" (participação de Conor Maynard)                          | 2017 | —                          | —                          | —                          | —                          | —                          | —                          | —                          | —                          | —                          | —                          |                                                         | Say It Like You Feel It             |
| "Belong" (com Dashboard Confessional)                                  | 2017 | —                          | —                          | —                          | —                          | —                          | —                          | —                          | —                          | —                          | —                          |                                                         | Say It Like You Feel It             |
| "Jewel" (participação de Nikki Vianna)                                 | 2018 | —                          | —                          | —                          | —                          | —                          | —                          | —                          | —                          | —                          | 35                         |                                                         | Say It Like You Feel It             |
| "Finest Hour" (participação de Abir)                                   | 2018 | —                          | —                          | 4                          | —                          | —                          | —                          | —                          | —                          | —                          | —                          | - RIAA: Gold                                            | Say It Like You Feel It             |
| "Call You" (participação de Nasri do Magic!)                           | 2018 | —                          | —                          | —                          | —                          | —                          | —                          | —                          | —                          | —                          | —                          |                                                         | Say It Like You Feel It             |
| "Mean It" (participação de Wrabel)                                     | 2020 | —                          | —                          | —                          | —                          | —                          | —                          | —                          | —                          | —                          | —                          |                                                         | Say It Like You Feel It             |
| "I Found You" (com Andy Grammer)                                       | 2020 | —                          | —                          | —                          | —                          | —                          | —                          | —                          | —                          | —                          | —                          |                                                         | Non-album single                    |
| "Gasoline" (participação de Laura White)                               | 2020 | —                          | —                          | —                          | —                          | —                          | —                          | —                          | —                          | —                          | —                          |                                                         | Say It Like You Feel It             |
| "Love You Now" (participação de Georgia Ku)                            | 2020 | —                          | —                          | —                          | —                          | —                          | —                          | —                          | —                          | —                          | —                          |                                                         | Say It Like You Feel It             |
| "Too Late" (participação de Wiz Khalifa e Lukas Graham)                | 2021 | —                          | —                          | —                          | —                          | —                          | —                          | —                          | —                          | —                          | —                          |                                                         | Say It Like You Feel It             |
| "Ride or Die" (participação de Phoebe Ryan)                            | 2021 | —                          | —                          | —                          | —                          | —                          | —                          | —                          | —                          | —                          | —                          |                                                         | Say It Like You Feel It             |
| "—" representam músicas que não pegaram nenhuma colocação nas tabelas. |      |                            |                            |                            |                            |                            |                            |                            |                            |                            |                            |                                                         |                                     |